# Planinski Vrh
Planinski Vrh – wieś w Słowenii, w gminie Šentjur. W 2018 roku liczyła 60 mieszkańców.